# Маскарас (Верхние Пиренеи)
Маскара́с (фр. Mascaras, окс. Mascarans) — коммуна во Франции, находится в регионе Юг — Пиренеи. Департамент — Верхние Пиренеи. Входит в состав кантона Турне. Округ коммуны — Тарб.
Код INSEE коммуны — 65303.

## География

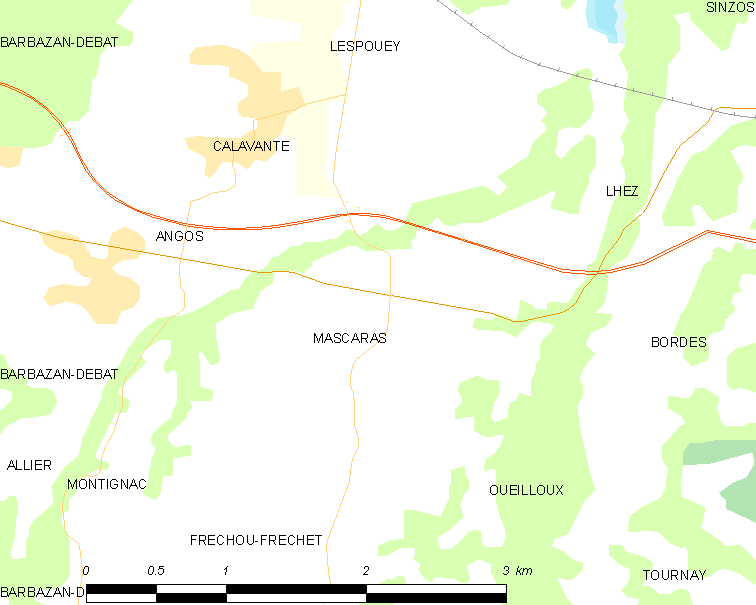
Карта коммуны

Коммуна расположена приблизительно в 660 км к югу от Парижа, в 115 км юго-западнее Тулузы, в 10 км к юго-востоку от Тарба.
Коммуна расположена в местности Бигорр. На востоке коммуны протекает река Аррет-Дарре.

## Климат
Климат умеренно-океанический с солнечной тёплой погодой и обильными осадками на протяжении практически всего года.

## Население
Население коммуны на 2010 год составляло 392 человека.
| 1962 | 1968 | 1975 | 1982 | 1990 | 1999 | 2010 |
| ---- | ---- | ---- | ---- | ---- | ---- | ---- |
| 203  | 204  | 213  | 252  | 276  | 304  | 392  |

## Администрация
| Период | Период | Фамилия       | Партия | Примечания |
| ------ | ------ | ------------- | ------ | ---------- |
| 2001   | 2020   | Андре Лаффарг |        |            |

## Экономика
В 2010 году среди 246 человек трудоспособного возраста (15-64 лет) 174 были экономически активными, 72 — неактивными (показатель активности — 70,7 %, в 1999 году было 66,0 %). Из 174 активных жителей работали 156 человек (85 мужчин и 71 женщина), безработных было 18 (5 мужчин и 13 женщин). Среди 72 неактивных 22 человека были учениками или студентами, 31 — пенсионерами, 19 были неактивными по другим причинам.